# Хаздинзи
Хаздинзи или Аздинзи били су, уз Силинге, у периоду од 3. до почетка 5. века једна од вандалских макрогрупа. После 418. године Силинзи, који су преживели тешке ратове са западноримском војском и њеним савезницима Визиготима, су пришли краљу Хаздинга Гундериху. Од тада се термин Хаздинзи готово искључиво користио како би се означила владарска династија која се успела наметнути за краљеве Вандала и Алана.

## Хаздинзи као вандалска подгрупа
Иако Вандале као племенски савез који је на јужним обалама Балтичког мора окупљао различита племена помиње већ Плиније Старији у 1. веку, Хаздинге по први пут у историји спомиње историчар Дион Касије (умро после 229. год.) почетком 3. века. Вероватно су у овом периоду насељавали крајеве између Висле и горњег Дњестра. По каснијој традицији Хаздинзи су већ током Маркоманских ратова које је на Дунаву морао да води Марко Аурелије 171. покушали да упадну у римску провинцију Дакију. Средином 3. века Хаздинзи су се придружили готском краљу Книви који је вероватно владао крајевима на доњем Дунаву.
Хаздинзи су изгледа остали на доњем Дунаву све до око 400. године када су их покрети Хуна натерали да се повуку ка западу. Током сеобе на Запад, Хаздинзи су на Мајни успоставили савезништво са другом вандалском подгрупом Силинзима и заједно са њима су 405. покушали да пређу Рајну. Вандалима су се на Рајни прикључили и Свеви, али када су Хаздинзи крајем 406. покушали да пређу Рајну тешко су их поразили франачки одреди у римској служби. Краљ Хаздинга Годигисел је изгубио живот у овим борбама, али су надолазећи Алани потукли Франке и омогућили да неколико већих варварских група пређу залеђену Рајну 31. децембра 406. године.
После неколико година пљачкања Галије, Хаздинзи, Силинзи, Свеви и Алани су 409. прешли Пиринеје и ушли у Хиспанију. До 411. ове четири варварске скупине су између себе поделиле римске провинције на западу и у централном делу Пиринејског полуострва. Хаздинзима и Свевима је припала провинција Галиција, Силинзима Бетика, а Аланима Лузитанија и Картагинензис. Укратко, Алани су највероватније представљали најдоминантнију од четири макрогрупе све док западноримски војсковођа Флавије Констанције, уз помоћ Визигота, није покренуо ратне походе против варвара у Хиспанији (416-418). Након ових ратова, Силинзи су били готово истребљени, а њихов последњи краљ Фредибалд је заробљен и послат у Равену, резиденцију западноримског цара Хонорија. Слична судбина је задесила и Алане чији је краљ Адакс убијен. И преостали Силинзи и преживели Алани су пребегли краљу Хаздинга Гундериху. Гундерих је први међу краљевима Хазфинга прихватио титулу краља Вандала и Алана и од његове владе, захваљујући притиску Римљана и Визигота, Хаздинзи, Силинзи и Алани постају једна варварска макрогрупа која је могла имати укупну популацију од 70-80 000 људи (од тога 15-20 000 ратника).

## Хаздинзи као краљевска династија

### Династија
Након политичког уједињења две вандалске групе и Алана не можемо више говорити о Хаздинзима као о посебном ентитету. Само име Хаздинга од почетка почиње да означава краљевску династију којој су припадали Годигисел и његов син Гундерих. Већ је Гундерих планирао да своје поданике преведе из Хиспаније у северну Африку која још увек није била изложена већим разараљима. Овај план је успео да оствари Гундерихов полубрат и наследник Гејсерих (477.) који је на тлу римске провинције Африке успео да створи Вандалску краљевину након 439. године. У оквиру династије, која се сада називала именом Хаздинга, Гејсерих је установио принцип наслеђивања престола по правилу сенијорита тј. краљевску круну би наслеђивао најстарији мушки представник династије. Овај Гејсерихов закон је готово до пред сам крај постојања Вандалске краљевине омогућио мирну смену на престолу.

### Династичке везе
У погледу династичке политике Хаздинзи су пре свега били повезани са западноримском граном Теодосијеве династије. Гејсерих је 442. признат као савезник и пријатељ римског народа и том приликом је сина Хунериха морао да пошаље као таоца у Равену. У царској резиденцији вандалски принц је верен са Еудокијом, ћерком Валентинијана III, што је до тада био незапамћен преседан. Хунерих се доцније вратио у Африку и оженио неименованом ћерком визиготског краља Теодориха I, све док, зарад распиривања непријатељства између Вандала и Визигота, римски војсковођа Аеције није подсетио Гејсериха на ранији веридбени аранжман. Готска принцеза је набеђена да је покушала да отрује Гејсериха а затим је осакаћена и послата назад оцу. Након Валентинијанове смрти 455, његов наследник Петроније Максим је Еодокију удао за свог сина Паладија. Гејсерих је читав догађај представио као неопростиву увреду његовој породици због чега је опремио флоту и 2. јуна 455. је упао у Рим и подгвргао Вечни град троднедељној пљачки. Међу бројним угледним таоцима које су Вандали одвели у Картагину биле су Валентинијанова удовица Еудоксија и њене две ћерке Еудокију и Плацидију. Еудокија је доцније удата за Хунериха, док су њена мајка и сестра откупљене од стране источноримског двора где је Плацидија доцније удата за аристократу Олибрија. Управо због родбинских веза Гејсерих је у неколико наврата покушавао да наметне Олибрија за цара Западноримског царства, али је у томе успео тек 472. године када су и много значајнији фактори попут западноримског војсковође Рицимера стали иза Хунериховог пашенога. Међутим, Олибрије (умро 2. новембра 472. године) је владао свега неколико месеци и његова влада није донела много користи Хаздинзима.
Друга важна династичка веза коју су Хаздинзи остварили била је она са владарском династијом Острогота, Амалима. Наиме, око 500. године краљ Италије Теодорих Велики је удао своју сестру Амалафриду за удовиченог краља Вандала и Алана Трасамунда. Иако се брак показао дуговечним тј потрајао је до Трасамундове смрти, Амалафрида и њена готска пратња су пострадали од Трасамундовог романофилског наследника Хилдериха. Амалафрида је између 523. и 526. умрла у тамници и по Италији се, по казивању Касиодора Сенатора, причало да је умрла насилним путем. Њен брат Теодорих је почео да опрема флоту како би казнио Хилдериха али је током ових припрема умро.

### Верска политика
Унутрашњи сукоби између представника династије Хаздинга омогућили су источноримском цару Јустинијану

## Владари из династије Хаздинга
1. Годигисел (-407)
2. Гундерих (407-428)
3. Гејсерих (428-477)
4. Хунерих (477-484)
5. Гунтамунд (484-496)
6. Трасамунд (496-523)
7. Хилдерих (523-530)
8. Гелимер (530-534)